# 普林斯頓鎮區 (愛荷華州斯科特縣)
普林斯頓鎮區（英語：Princeton Township）是位於美國愛荷華州斯科特縣的一個行政鎮區。

## 地方資料
根據2010年美國人口普查的數據，普林斯頓鎮區的面積為85.28平方千米，當中陸地面積為78.91平方千米，而水域面積為6.37平方千米。當地共有人口1466人，而人口密度為每平方千米17.19人。